# Nobres (kommun)
Nobres är en kommun i Brasilien.   Den ligger i delstaten Mato Grosso, i den centrala delen av landet, 900 km väster om huvudstaden Brasília. Antalet invånare är 15 011.
Följande samhällen finns i Nobres:
- Nobres

Omgivningarna runt Nobres är huvudsakligen savann. Runt Nobres är det mycket glesbefolkat, med 2 invånare per kvadratkilometer.